# Pointe Ferry
 (juin 2020).
Si vous disposez d'ouvrages ou d'articles de référence ou si vous connaissez des sites web de qualité traitant du thème abordé ici, merci de compléter l'article en donnant les références utiles à sa vérifiabilité et en les liant à la section « Notes et références ».
La pointe Ferry est le point le plus à l'ouest de la Guadeloupe, dans l'archipel des Caraïbes. 
Situé sur le territoire de la commune de Pointe-Noire, au lieu dit Ferry, elle marque le point le plus à l'ouest de la France départementale et de la France d'outre-mer.

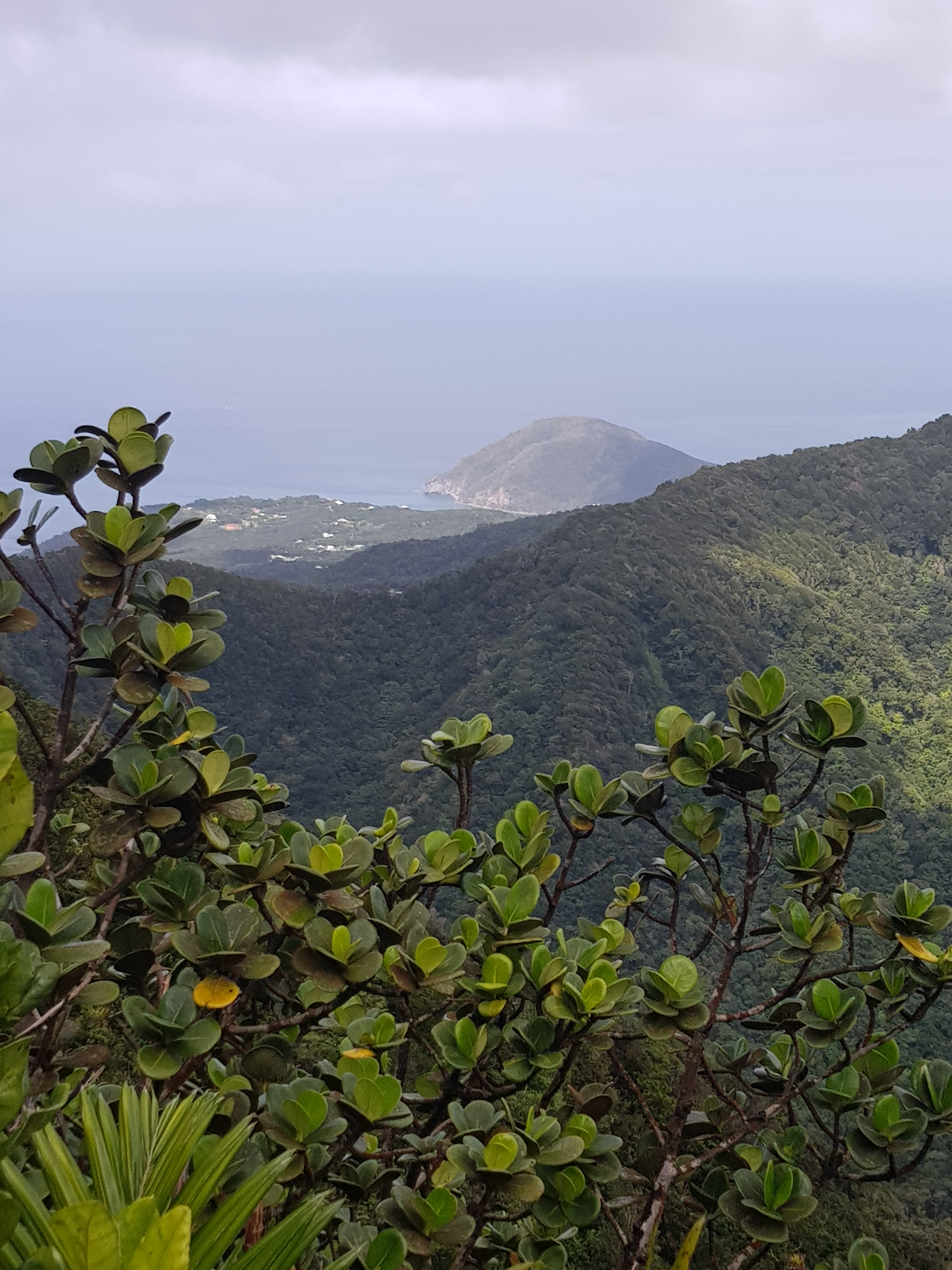
La pointe Ferry vue de Belle-Hôtesse.